# Peyrusse-Vieille
Peyrusse-Vieille (gaskognisch Peirussa Vielha) ist eine französische Gemeinde mit 64 Einwohnern (Stand 1. Januar 2022) im Département Gers in der Region Okzitanien (bis 2015 Midi-Pyrénées); sie gehört zum Arrondissement Auch und zum Gemeindeverband Artagnan de Fezensac. Die Bewohner nennen sich Peyrussiens/Peyrussiennes.

## Geografie
Peyrusse-Vieille liegt rund 33 Kilometer westlich von Auch im Südwesten des Départements Gers. Die Gemeinde besteht aus Streusiedlungen und Einzelgehöften. Der Fluss Douze durchquert die Gemeinde in nördlicher Richtung und bildet streckenweise die östliche Gemeindegrenze. Ein Teil des Lac Saint-Jean gehört zur Gemeinde. Der Fluss Petit Midour (hier noch Ruisseau La Ribérette genannt) durchquert die Gemeinde in nordwestlicher Richtung. 
Nachbargemeinden sind Saint-Pierre-d’Aubézies im Nordwesten und Norden, Peyrusse-Grande im Nordosten und Osten, Gazax-et-Baccarisse im Süden, Louslitges im Südwesten und Westen sowie Couloumé-Mondebat im Westen.

## Geschichte
Im Mittelalter lag Peyrusse-Vieille in der Grafschaft Vic-Fezensac innerhalb der Region Armagnac in der historischen Landschaft Gascogne und teilte deren Schicksal. Peyrusse-Vieille gehörte von 1793 bis 1801 zum District Mirande und zum Kanton Bassoues. Von 1801 bis 2015 war die Gemeinde dem Arrondissement Mirande zugeteilt und gehörte zum Wahlkreis (Kanton) Montesquiou.

### Bevölkerungsentwicklung
| Jahr                       | 1962 | 1968 | 1975 | 1982 | 1990 | 1999 | 2006 | 2011 | 2020 |
| Einwohner                  | 136  | 143  | 113  | 111  | 99   | 78   | 72   | 72   | 66   |
| Quellen: Cassini und INSEE |      |      |      |      |      |      |      |      |      |

## Sehenswürdigkeiten
- Kirche Saint-André aus dem 12. Jahrhundert, Monument historique
- Statue der Jungfrau Maria
- zwei Wegkreuze bei Molé und an der Straße zur D126 bei Balix
- Aussichtspunkt am Lac Saint-Jean
- Gedenkplatte für die Gefallenen an der Kirchenwand[3]

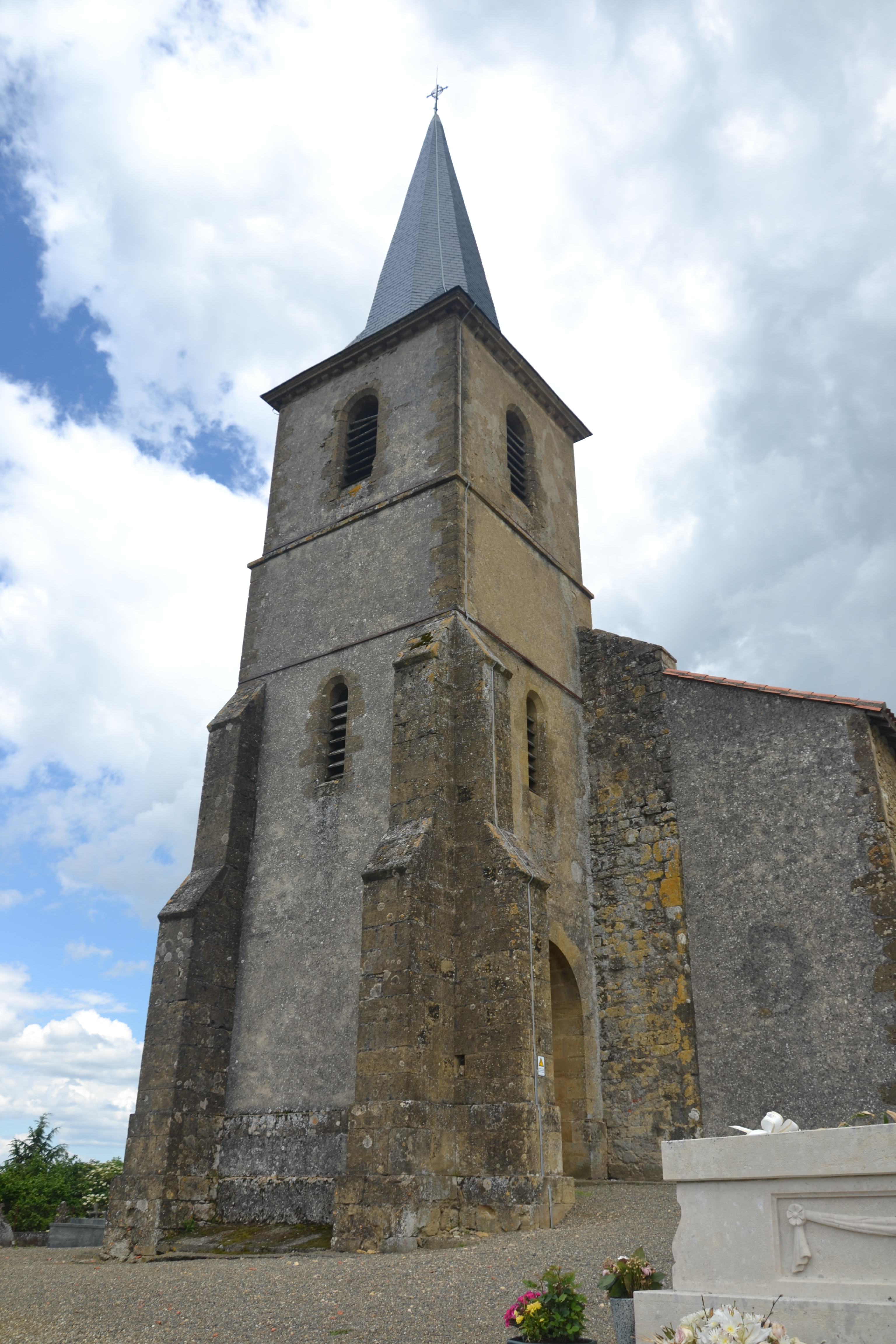
Kirche Saint-André
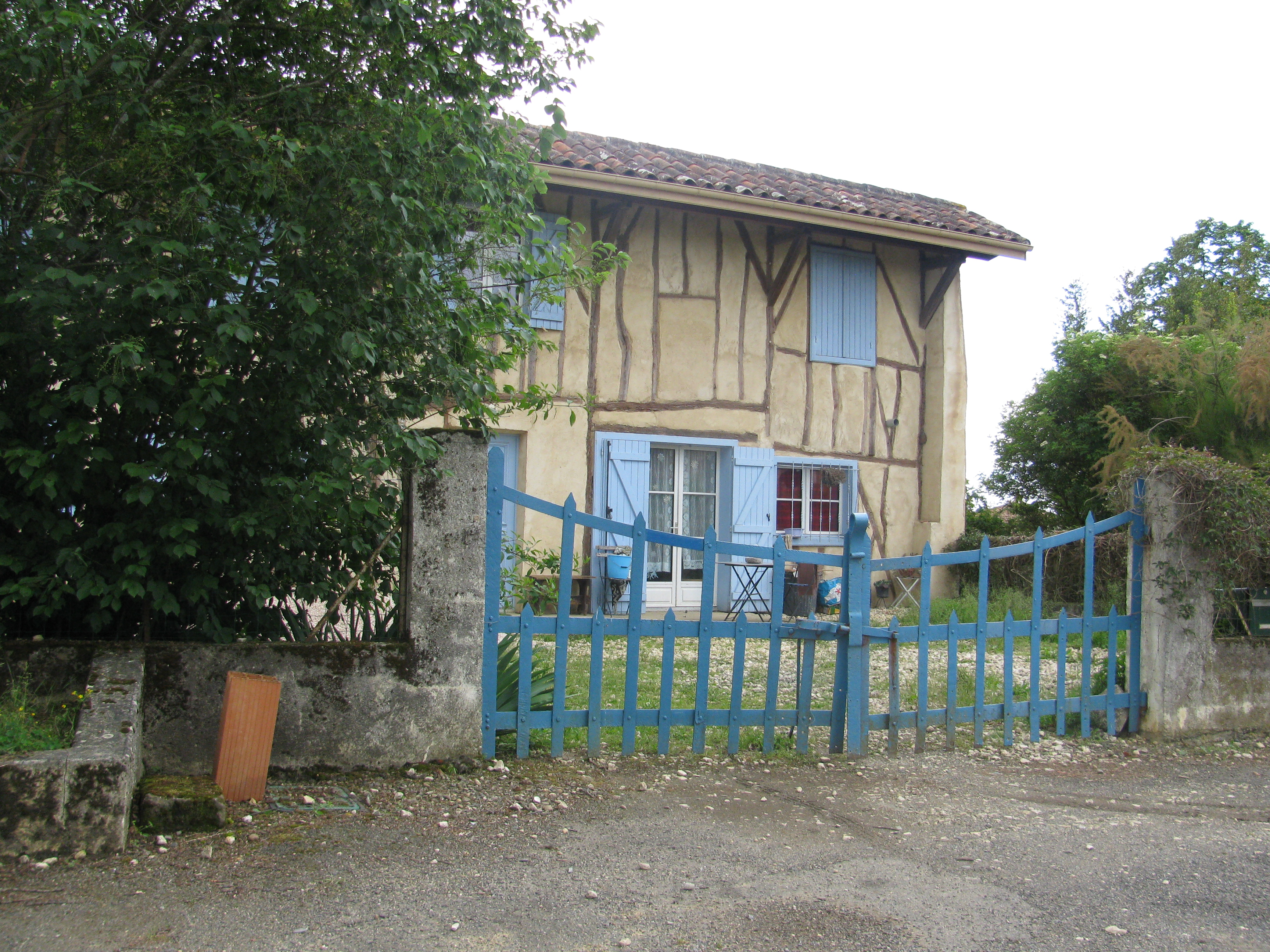
Altes Fachwerkhaus
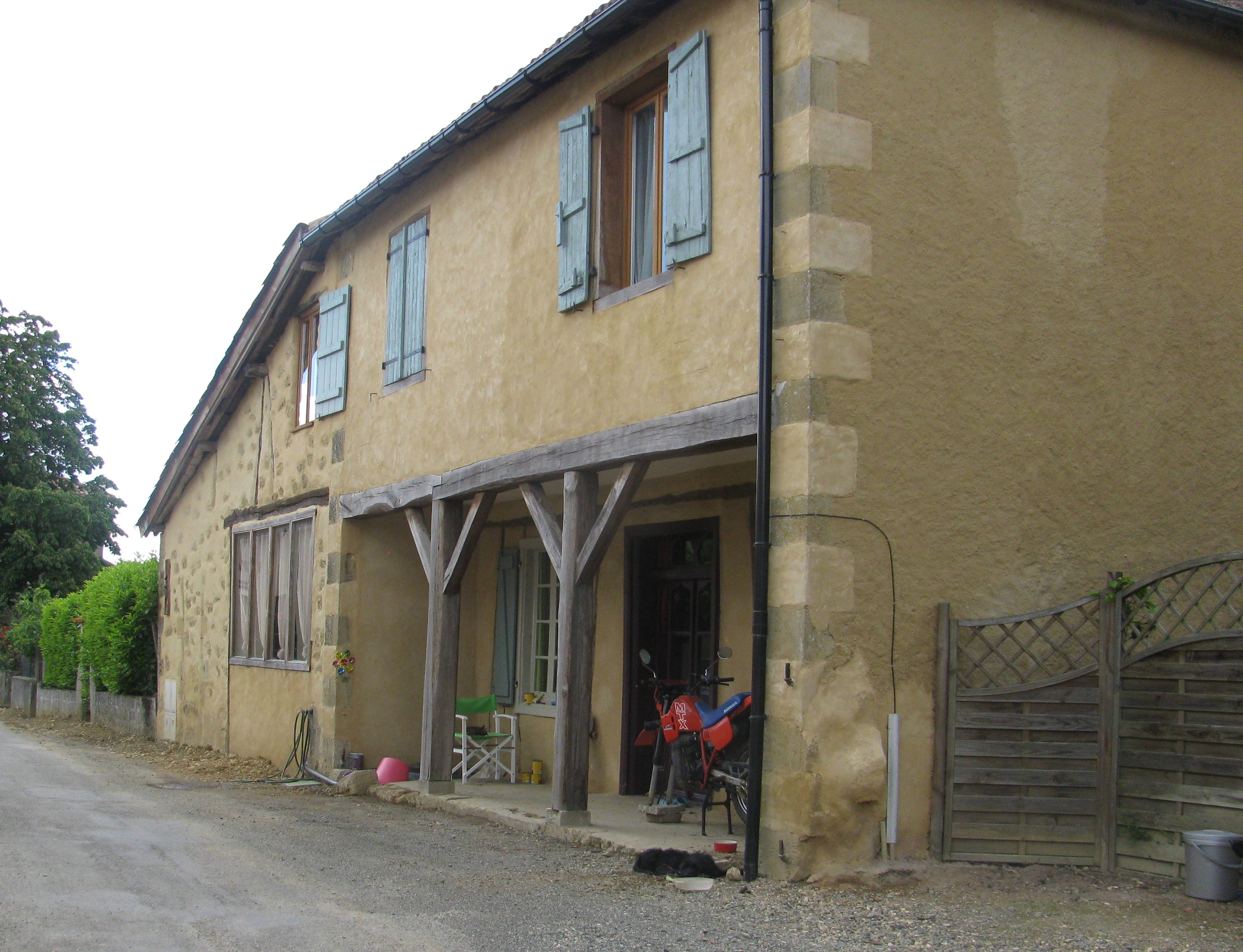
Altes Haus in Peyrusse-Vieille
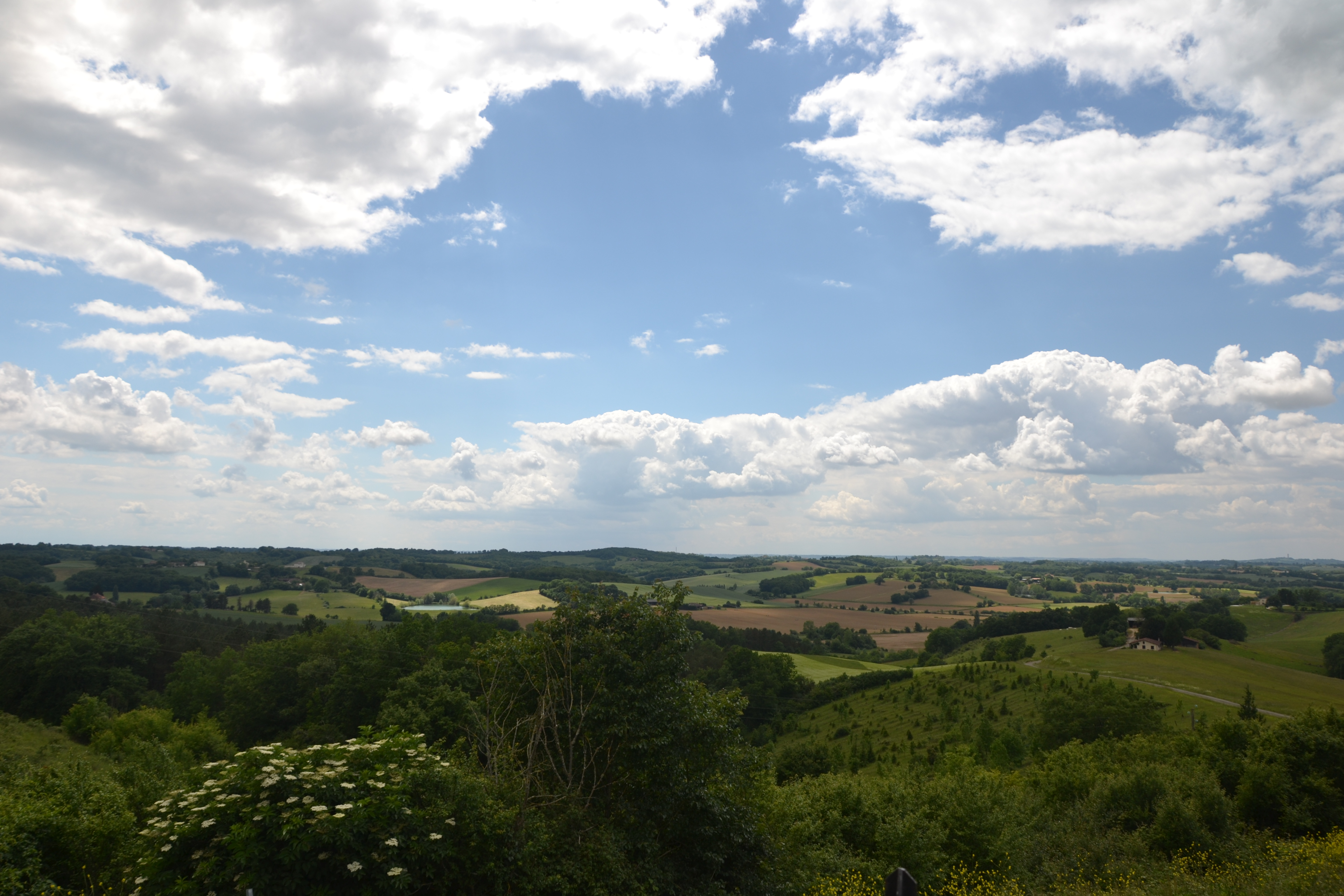
Landschaft bei Peyrusse-Vieille

## Verkehr
Die Gemeinde liegt fernab von überregionalen Verkehrswegen und hat keine Schienen- oder Busverbindungen. Die wichtigsten regionalen Verkehrswege sind die D946 wenige Kilometer südlich und die D3 in westlicher Richtung.